# Regioni della Nuova Zelanda per indice di sviluppo umano
     > 0,930
     0,920 - 0,930
     0,910 - 0,920
     0,900 - 0,910
     < 0,900
     Dati non disponibili

Mappa delle regioni della Nuova Zelanda per indice di sviluppo umano nel 2018.
Legenda:
> 0,930
0,920 - 0,930
0,910 - 0,920
0,900 - 0,910
< 0,900
Dati non disponibili

Questa è una lista delle regioni della Nuova Zelanda per indice di sviluppo umano 2016.
| Posizione                           | Regione                             | 2015 HDI                            | Comparabile con                     |
| Indice di sviluppo umano molto alto | Indice di sviluppo umano molto alto | Indice di sviluppo umano molto alto | Indice di sviluppo umano molto alto |
| ----------------------------------- | ----------------------------------- | ----------------------------------- | ----------------------------------- |
| 1                                   | Wellington                          | 0.944                               | Norvegia                            |
| 2                                   | Auckland                            | 0.935                               | Svizzera                            |
| 3                                   | Taranaki                            | 0.930                               | Germania                            |
| 4                                   | Canterbury (Nuova Zelanda)          | 0.925                               | Singapore                           |
| 5                                   | Otago                               | 0.920                               | Stati Uniti                         |
| 6                                   | Marlborough (Nuova Zelanda)         | 0.919                               | Stati Uniti                         |
|                                     | Nuova Zelanda (media)               | 0.915                               | Svezia                              |
| 7                                   | Tasman (con Nelson (Nuova Zelanda)) | 0.911                               | Liechtenstein                       |
| 8                                   | Waikato                             | 0.907                               | Regno Unito                         |
| 9                                   | Southland                           | 0.906                               | Regno Unito                         |
| 10                                  | West Coast (Nuova Zelanda)          | 0.903                               | Giappone                            |
| 11                                  | Baia dell'Abbondanza                | 0.902                               | Corea del Sud                       |
| 12                                  | Hawke's Bay                         | 0.894                               | Austria                             |
| 12                                  | Manawatu-Wanganui                   | 0.894                               | Austria                             |
| 14                                  | Northland                           | 0.886                               | Italia                              |
| 15                                  | Gisborne                            | 0.872                               | Grecia                              |